# Административное деление Италии
Административное деление Италии — разделение территории современного государства Итальянская республика (Италия) на части (административно-территориальные единицы), в соответствии с которым строится система центральных и местных органов власти в странах (регионах), для управления Итальянским государством.
Согласно Конституции от 11 декабря 1947 года (ст. 116), Италия делится на 20 областей (итал. regioni). Пять из них, Валле-д’Аоста, Сардиния, Сицилия, Фриули-Венеция-Джулия и Трентино-Альто-Адидже, где компактно проживают этнические и языковые меньшинства, имеют специальный статус (ит.).
Все области, кроме Валле-д’Аоста и Фриули-Венеция-Джулия, делятся на провинции. Область Валле-д’Аоста — самая маленькая, её коммуны подчиняются непосредственно властям области.
Вплоть до 2014 года область Фриули-Венеция-Джулия состояла из четырёх провинций, однако с этого года они были упразднены, и вместо них созданы 18 межкоммунальных территориальных союзов (итал. Unione territoriale intercomunale, UIT). Они также были упразднены в 2021 году, и на их основе, в границах четырёх существовавших до 2014 года провинций, были созданы четыре органа региональной децентрализации (итал. Ente di decentramento regionale, EDR).
С 2014 по 2016 год в 12 областях Италии были образованы метропольные города. Две провинции, Тренто и Больцано в области Трентино-Альто-Адидже, имеют автономный статус. Провинции и метропольные города, в свою очередь, делятся на коммуны, которые могут также подразделяться на фракции.

## Области Италии
Список областей Италии (номера соответствуют номерам на карте; цветом выделены области со специальным статусом):
| #   | Область               | Официальные языки (кроме итальянского) |
| --- | --------------------- | -------------------------------------- |
| 1.  | Абруцци               | —                                      |
| 2.  | Валле-д’Аоста         | французский                            |
| 3.  | Апулия                | —                                      |
| 4.  | Базиликата            | —                                      |
| 5.  | Калабрия              | —                                      |
| 6.  | Кампания              | —                                      |
| 7.  | Эмилия-Романья        | —                                      |
| 8.  | Фриули-Венеция-Джулия | фриульский, словенский и немецкий      |
| 9.  | Лацио                 | —                                      |
| 10. | Лигурия               | —                                      |
| 11. | Ломбардия             | —                                      |
| 12. | Марке                 | —                                      |
| 13. | Молизе                | —                                      |
| 14. | Пьемонт               | —                                      |
| 15. | Сардиния              | сардинский                             |
| 16. | Сицилия               | ─                                      |
| 17. | Трентино-Альто-Адидже | немецкий, ладинский                    |
| 18. | Тоскана               | —                                      |
| 19. | Умбрия                | —                                      |
| 20. | Венеция               | —                                      |

В областях есть свои парламенты — областные советы и правительства — джунты (giunte), обладающие полномочиями в вопросах местного самоуправления. Области возглавляют президенты (presidenti).

## Провинции и метропольные города Италии
Области Италии включают провинции (итал. provincia) и метропольные города (итал. Città metropolitana). Они в свою очередь делятся на коммуны.
Всего в Италии 93 провинции и 14 метропольных городов. Последние были образованы в 2014—2016 гг. из одноимённых упразднённых провинций.

## Коммуны Италии
Комму́на (итал. comune) в Италии — административная единица третьего уровня. Состоит обычно из главного города, дающего коммуне название, и прилегающих территорий.
Коммуны очень разнообразны по размерам; самой большой коммуной Италии по площади и населению является Рим (1285 км², 2,76 млн чел.), самой маленькой по площади — Фьера-ди-Примьеро (0,15 км²), по населению — Педезина (34 чел.).
На уровне коммуны в Италии осуществляются многие государственные функции: регистрация рождений и смертей, мест проживания и списков избирателей, управление коммунальной собственностью, в том числе дорогами.
Главой коммуны является мэр (итал. sindaco), законодательным органом — совет коммуны (итал. consiglio comunale), а исполнительным — джунта(правление коммуны) (итал. giunta comunale). Мэр и члены совета выбираются одновременно жителями коммуны: коалиция избранного мэра (он должен получить абсолютное большинство голосов в первом или втором туре) получает три пятых мест в совете. Правление возглавляется мэром, который назначает его остальных членов, называемых асессорами (итал. assessori). Правление коммуны располагается в здании, обычно называемом муниципалитет (итал. municipio) или «дом коммуны» (итал. palazzo comunale). Коммуна может подразделяться на фракции.

## Исторические административные единицы
- Пола (провинция)
- Рим (провинция)